# Gran Premio motociclistico del Brasile 1987
Il Gran Premio motociclistico del Brasile è stato il quattordicesimo appuntamento della stagione 1987. Si disputò il 27 settembre 1987 presso l'Autódromo Internacional de Goiânia di Goiânia e vide vincere Wayne Gardner nella classe 500 e Dominique Sarron nella classe 250.
Gardner è campione del mondo della 500.

## Classe 500

### Arrivati al traguardo
| Pos | Pilota              | Moto       | Giri | Tempo     | Griglia | Punti |
| --- | ------------------- | ---------- | ---- | --------- | ------- | ----- |
| 1   | Wayne Gardner       | Honda      | 32   | 47:39.570 | 1       | 15    |
| 2   | Eddie Lawson        | Yamaha     | 32   | +5.190    | 5       | 12    |
| 3   | Randy Mamola        | Yamaha     | 32   | +12.610   | 2       | 10    |
| 4   | Didier de Radiguès  | Cagiva     | 32   | +24.490   | 6       | 8     |
| 5   | Christian Sarron    | Yamaha     | 32   | +25.590   | 10      | 6     |
| 6   | Shunji Yatsushiro   | Honda      | 32   | +42.330   | 4       | 5     |
| 7   | Tadahiko Taira      | Yamaha     | 32   | +51.710   | 3       | 4     |
| 8   | Niall Mackenzie     | Honda      | 32   | +56.690   | 12      | 3     |
| 9   | Pierfrancesco Chili | Honda      | 32   | +1:01.120 | 13      | 2     |
| 10  | Mike Baldwin        | Yamaha     | 32   | +1:03.720 | 11      | 1     |
| 11  | Ron Haslam          | Elf-Honda  | 31   | +1 giro   | 14      |       |
| 12  | Marco Gentile       | Fior-Honda | 31   | +1 giro   | 15      |       |
| 13  | Wolfgang von Muralt | Suzuki     | 31   | +1 giro   | 16      |       |
| 14  | Vincenzo Cascino    | Suzuki     | 29   | +3 giri   | 17      |       |
| 15  | Gerhard Vogt        | Suzuki     | 29   | +3 giri   | 18      |       |

### Ritirati
| Pilota         | Moto   | Giri | Motivo ritiro | Griglia |
| -------------- | ------ | ---- | ------------- | ------- |
| Raymond Roche  | Cagiva | 23   |               | 9       |
| Robert McElnea | Yamaha | 8    | Caduta        | 8       |

### Non partito
| Pilota          | Moto  | Griglia |
| --------------- | ----- | ------- |
| Freddie Spencer | Honda | 7       |

## Classe 250

### Arrivati al traguardo
| Pos | Pilota               | Moto     | Tempo     | Griglia | Punti |
| --- | -------------------- | -------- | --------- | ------- | ----- |
| 1   | Dominique Sarron     | Honda    | 41:22.220 | 1       | 15    |
| 2   | Sito Pons            | Honda    | +3.440    | 9       | 12    |
| 3   | Carlos Cardús        | Honda    | +5.880    | 4       | 10    |
| 4   | Reinhold Roth        | Honda    | +12.700   | 7       | 8     |
| 5   | Carlos Lavado        | Yamaha   | +12.790   | 3       | 6     |
| 6   | Luca Cadalora        | Yamaha   | +13.230   | 5       | 5     |
| 7   | Anton Mang           | Honda    | +14.380   | 6       | 4     |
| 8   | Loris Reggiani       | Aprilia  | +18.040   | 10      | 3     |
| 9   | Masahiro Shimizu     | Honda    | +20.950   | 12      | 2     |
| 10  | Juan Garriga         | Yamaha   | +28.130   | 8       | 1     |
| 11  | Urs Luzi             | Honda    | +39.210   | 15      |       |
| 12  | Jean-François Baldé  | Honda    | +46.130   | 14      |       |
| 13  | Stéphane Mertens     | Honda    | +46.300   | 11      |       |
| 14  | Patrick Igoa         | Yamaha   | +46.540   | 13      |       |
| 15  | Stefano Caracchi     | Honda    | +51.660   | 17      |       |
| 16  | Guy Bertin           | Honda    | +52.860   | 19      |       |
| 17  | Jean-Michel Mattioli | Yamaha   | +1:14.340 | 16      |       |
| 18  | Jean Foray           | Yamaha   | +1:19.400 | 20      |       |
| 19  | Jean-Philippe Ruggia | Yamaha   | +1:21.590 | 18      |       |
| 20  | Alberto Puig         | JJ-Cobas | +1:32.260 | 22      |       |
| 21  | Bruno Bonhuil        | Honda    | +1 giro   | 21      |       |
| 22  | Miguel González      | Yamaha   | +1 giro   | 26      |       |
| 23  | Luis Lavado          | Yamaha   | +1 giro   | 25      |       |
| 24  | Hervé Duffard        | Honda    | +1 giro   | 23      |       |
| 25  | Eduardo Alemán       | Yamaha   | +2 giri   | 29      |       |

### Ritirati
| Pilota            | Moto     | Griglia |
| ----------------- | -------- | ------- |
| Sergio Grantón    | Yamaha   | 30      |
| Raúl Piloni       | JJ-Cobas | 31      |
| Raul Calvelo      | Yamaha   | 32      |
| Martin Wimmer     | Yamaha   | 2       |
| Alain Bronec      | Honda    | 24      |
| Philippe Pagano   | Honda    | 27      |
| Fernando González | JJ-Cobas | 28      |